# Pongsaklek Wonjongkam
Pongsaklek Sitkanongsak (Thailändisch พงษ์ศักดิ์เล็ก ศิษย์คนองศักดิ์, richtiger Name Pongsaklek Wonjongkam – พงศกร วันจงคำ, auch Pongsaklek Singwangcha; * 11. August 1977 im Landkreis Bua Yai der Provinz Nakhon Ratchasima) ist ein thailändischer Boxer und ehemaliger, zweifacher WBC-Weltmeister im Fliegengewicht.

## Profikarriere
Pongsaklek begann 1994 als 17-Jähriger mit dem Boxen und verlor 1995 und 1996 zwei Aufbaukämpfe gegen den Philippiner Jerry Pahayahay, einen davon vorzeitig.
Im März 1997 gewann er gegen Mzukisi Sikali durch technischen KO in der ersten Runde. Am 2. März 2001 konnte er gegen den unbesiegten Malcolm Tunacao aus den Philippinen den WBC-Titel im Fliegengewicht durch einen Erstrunden-TKO gewinnen. Dieses Ergebnis gab es mehrfach bei ihm, obwohl er eigentlich mit einer durchschnittlichen KO-Quote von 50 % als nicht sehr schlagstark gilt. Pongsaklek ist ein sehr guter Starter, der mehrfach Gegner früh überraschen konnte. 2002 gewann er gegen den Japaner Daisuke Naitō in nur 34 Sekunden, der schnellsten jemals erzielte KO in der Geschichte von Titelkämpfen im Fliegengewicht.
In einem Nichttitelkampf 2004 gegen Ronnie Canete (Bilanz 18-15-2) war er am Boden, was zusammen mit seiner KO-Niederlage auf eher mäßige Nehmerfähigkeiten hindeutet.
Seinen Titel konnte er anschließend siebzehnmal gegen eher mittelmäßige Gegner verteidigen, fast immer nur in seiner Heimat Thailand.
Im Juli 2007 verlor er schließlich in seinem dritten Aufeinandertreffen mit dem Japaner Daisuke Naito seinen Titel nach einer einstimmigen Punktentscheidung. Seine nächsten beiden Kämpfe bestritt er gegen Aufbaugegner. Der Rückkampf gegen Naito fand schließlich am 8. März 2008 in Japan statt. Dieser Kampf endete mit einem Unentschieden.
Nachdem er seine nächsten sieben Kämpfe gewinnen konnte, stieg er am 27. März mit dem ungeschlagenen japanischen Titelträger der WBC, Kōki Kameda, in den Ring. Er gewann diesen Kampf nach Punkten.

## Erfolge
- Bilanz: 88 Siege – 5 Niederlagen – 2 Unentschieden

- 28. März 1997: Weltmeister der WBU im Halbfliegengewicht (t.K.o.-Sieg 1. Runde gegen Mzukisi Sikali)
- 2. März 2001: Weltmeister der WBC im Fliegengewicht (t.K.o.-Sieg 1. Runde gegen Malcolm Tunacao, 17 Titelverteidigungen)
- 27. März 2010: Weltmeister der WBC im Fliegengewicht (Punktesieg über 12 Runden gegen Kōki Kameda, 4 Titelverteidigungen)